# Hiromu Shinozuka
Hiromu Shinozuka (篠塚ひろむ?) (nacida el 27 de marzo de 1979) es una mangaka japonesa. Ella escribió en la revista Ciao. Debutó con Takkyu Shōjo en 1999. Su manga Mirmo! del género Kodomo recibió el Kodansha Manga Award en 2003 y el Shogakukan Manga Award en 2004, y hay una adaptación en anime de 172 episodios también.
Su manga PriPri Chii-chan!! fue galardonado con el Premio Shōgakukan en su edición 63.ª, en la categoría "Infantil".

## Obras seleccionadas
- Chenge!
- Mirmo!
- Koisuru purin
- Chibi Devi!
- PriPri Chii-chan!!